# História da aviação nos Açores
A história da aviação nos Açores inscreve-se na história da aviação em Portugal.
Encontrando-se o arquipélago dos Açores em posição estratégica no oceano Atlântico, entre a Europa e a América do Norte, assumiu papel fundamental desde o início da navegação aérea transatlântica.

## A Primeira Guerra Mundial

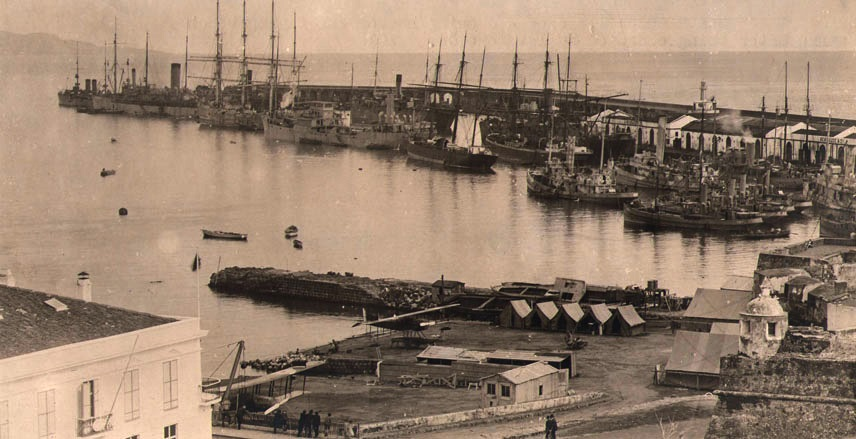
A "1st. U.S. Aeronautical Company" em Ponta Delgada (21 de janeiro de 1918), uma das primeiras unidades completamente equipadas da aviação dos EUA a operar além-mar durante a Primeira Guerra.

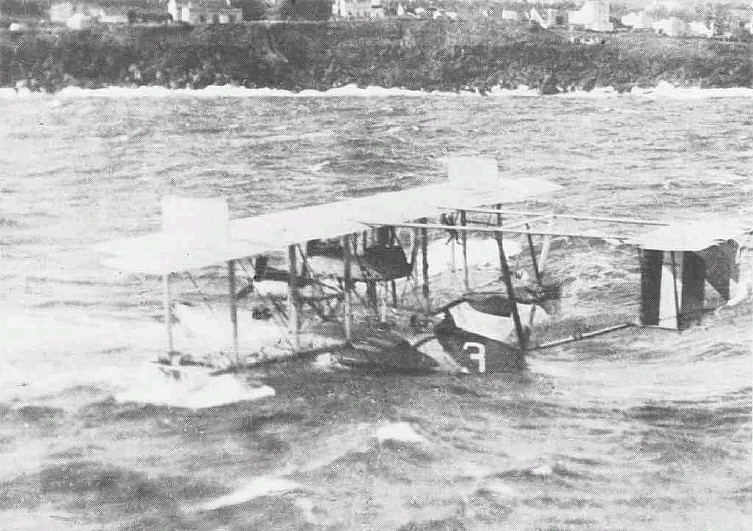
O Curtiss NC-3, um dos três hidroaviões sob o comando de Read, em Ponta Delgada (19 de maio de 1919).

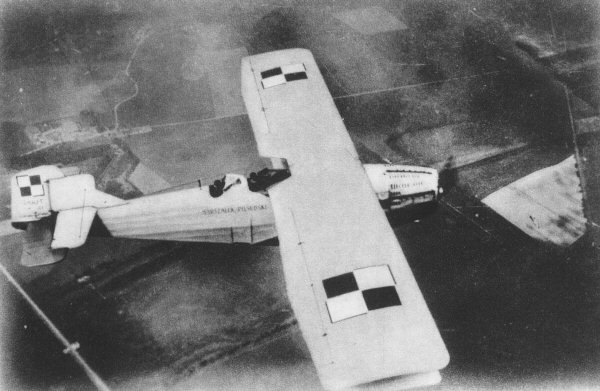
O Amiot 123 de Idzikowski-Kubala (1929).

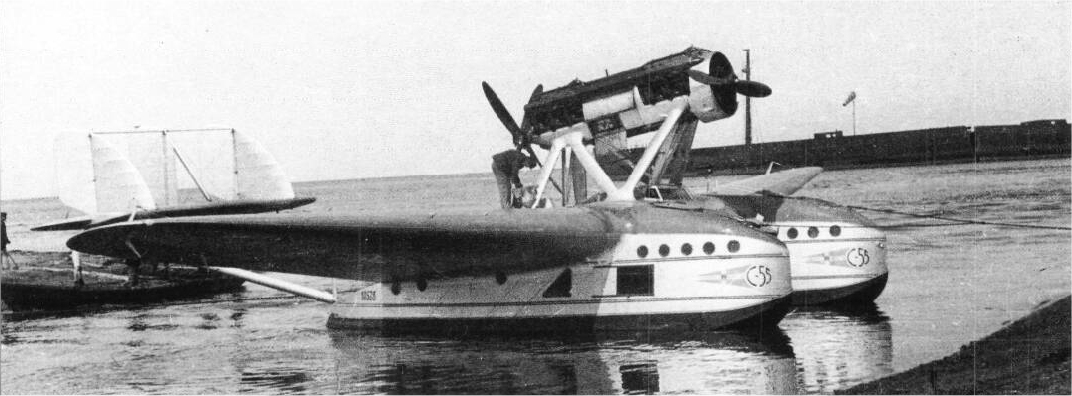
Savoia-Marchetti S-55.

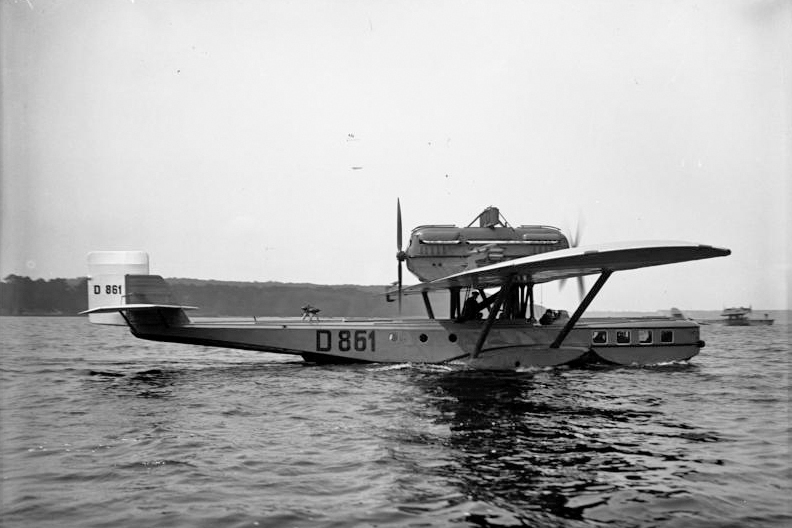
Dornier J "Wal".

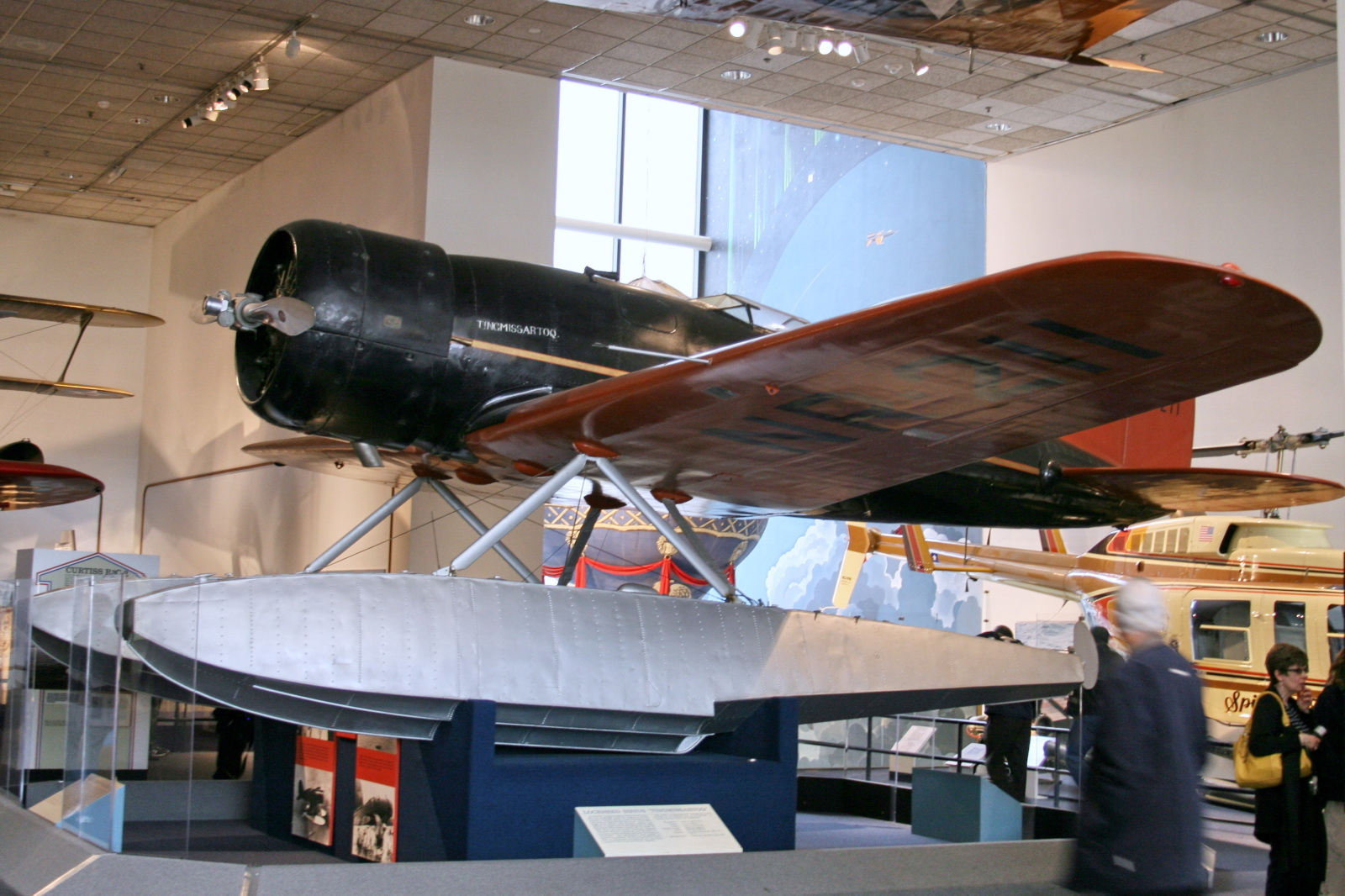
O Lockheed 8 Sirius "Tingmissartog", de Charles e Anne Morrow Lindbergh.

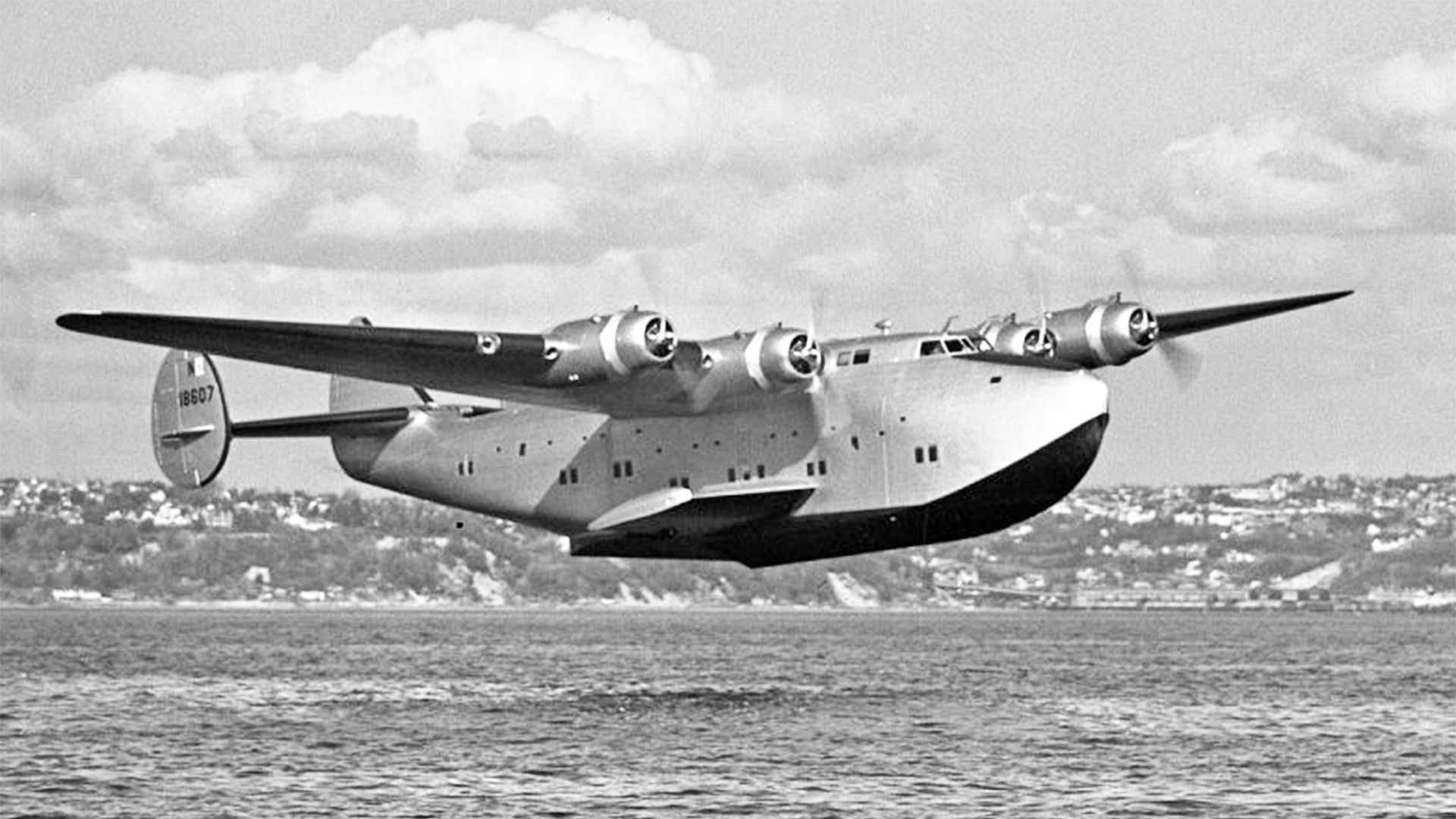
Boeing 314 Clipper "Flying Boat".

No contexto da Primeira Guerra Mundial a cidade da Horta, na ilha do Faial, sofreu bombardeamento por parte do Império Alemão (dezembro de 1916). No ano seguinte, a cidade de Ponta Delgada, na ilha de São Miguel, foi bombardeada pelo "Deutschland ", um submarino alemão classe U-155 (4 de julho de 1917).
Desse modo, já em 1918, tendo os Estados Unidos ingressado no conflito, Ponta Delgada recebeu uma base aeronaval da US Navy, guarnecida pela 1st. Marine Aeronautical Company (150 homens), e equipada com 2 peças de artilharia de costa, navios, submarinos e 12 hidroaviões Curtiss HS2L, com a missão de patrulhamento anti-submarino: identificar e combater os U-Boots da Marinha da Alemanha que incursionavam em águas do arquipélago. Os aparelhos chegaram a Ponta Delgada no navio-transporte "USS Hancock" no dia 23 de janeiro de 1918, e foram montados na rampa do Porto Santo, junto ao Forte de São Brás. As primeiras aeronaves levantaram voo a 16 de fevereiro, embora outras fontes afirmem ter sido no dia 23 de fevereiro. O público pôde testemunhar a experiência ao assistir, no Coliseu Avenida, à projeção das imagens filmadas pelo tenente Matson C. Terry durante um voo de reconhecimento. Com a assinatura do Armistício (11 de novembro de 1918) deu-se início ao processo gradual de desmobilização da Base Naval Americana, comandada pelo almirante Omar Herbert Dunn.
Ainda no contexto do conflito, e nos anos subsequentes, a Marinha Portuguesa projetou instalar na Horta um Centro Aero-Naval, que nunca se concretizou. Do mesmo modo, em 1919, a Real Força Aérea britânica projetou adquirir uma ilha nos Açores, para instalação de uma base terrestre para apoio às operações aéreas no meio do Atlântico.

## O período entre-Guerras
Nesse período, uma verdadeira corrida pela travessia aérea do Atlântico teve lugar, graças ao incentivo de periódicos como o londrino Daily Mail, que promoveu um concurso com um prémio de dez mil libras esterlinas ao aviador que conseguisse fazer o primeiro voo sem escalas, em menos de 72 horas, entre os Estados Unidos, o Canadá, ou a Terra Nova e as Ilhas Britânicas.
Nesse contexto, uma esquadrilha de três hidroaviões quadrimotor da Marinha dos Estados Unidos tentou fazer a primeira travessia do Atlântico Norte, por etapas. Para esse fim, partiu de Nova Iorque para a Terra Nova, de 16 para 17 de maio de 1919. Duas das aeronaves (NC1 e NC2) necessitaram fazer uma amaragem de emergência na altura da ilha das Flores. A NC1 acabou por ficar completamente danificada e a NC2 logrou alcançar o porto de Ponta Delgada, a 19 de maio, mas estava incapacitada para prosseguir o voo. Apenas a NC4, batizada como "Liberty", sob o comando do capitão-tenente Albert Cushing Read, conseguiu completar o percurso, tendo feito escala na baía da Horta a 17 de maio, seguindo para Ponta Delgada, onde fez escala a 20. Após uma semana de repouso, partiu na madrugada do dia 27 em direção a Lisboa, tendo fundeado nessa noite nas águas do rio Tejo.
Ainda nesse ano (1919), um hidroavião que viajava entre a Inglaterra e os Estados Unidos, fez escala na baía da Horta. A partir de então, as travessias oceânicas passaram a suceder-se com frequência cada vez maior, utilizando as ilhas dos Açores como escala, nomeadamente com amaragens na baía da Horta.
Com o advento do dirigível, o arquipélago foi sobrevoado em 1924 (modelo ZRIII, Angra do Heroísmo, 13 de outubro), 1927 e 1930, pelos Zeppelin que faziam a ligação entre a Alemanha e os Estados Unidos.
Em abril de 1926 partiu de Lisboa o voo de um hidroavião Fokker T.III, batizado Infante de Sagres, pilotado pelo tenentes da Marinha Portuguesa, Moreira de Campos e Neves Ferreira, às ilhas da Madeira e dos Açores., tendo chegado a Ponta Delgada em 9 de maio.
No ano seguinte (1927), o marquês Francesco De Pinedo, coronel da Força Aérea Italiana, foi forçado a amarar a cerca de 200 km da ilha das Flores, após ter partido da Terra Nova. O hidroavião Savoia-Marchetti S.55, batizado como "Santa Maria II", foi rebocado para a Horta, onde chegou a 13 de maio e sofreu reparações. No mesmo ano, em novembro, um hidroavião Junkers D 1230, pilotado pela austríaca Lilly Dillenz (primeira mulher a voar sobre o Atlântico) e um Heinkel D 1220 fizeram escala também na Horta, onde encontraram a pioneira da aviação norte-americana Ruth Elder, que tentava imitar o feito de Charles Lindbergh pilotando o monoplano "American Girl", acompanhada pelo piloto, capitão George Haldeman, que fora forçada a amarar na costa norte da ilha Terceira devido a problemas mecânicos, tendo-se a aeronave incendiado.
Em 1928, escalam na Horta o inglês Frank T. Courtney, pilotando um Dornier Wal G-CAGI (junho) e o tenente da Marinha Francesa De Paris, num pequeno hidroavião, o "La Frégate" (julho).
Na Graciosa, registou-se um acidente fatal quando, ao anoitecer de 13 de julho de 1929 um biplano Amiot 123 capotou durante uma aterragem de emergência, tentada nuns campos próximos do lugar da Brasileira. A aeronave, tripulada pelos aviadores polacos Ludwik Idzikowski e Kazimierz Kubala, tinha descolado na madrugada daquele dia do campo de Le Bourget, nos arredores de Paris, com destino a Nova Iorque, na segunda tentativa polaca de fazer o primeiro voo transatlântico de leste para oeste. O major Idzikowski faleceu no acidente e o co-piloto, Kazimierz Kubala, sofreu ferimentos ligeiros. A aeronave foi consumida pelas chamas durante a operação de resgate quando alguém aproximou um archote dos destroços. Atualmente, um cruzeiro marca o lugar do acidente.
Ainda em 1929, as forças armadas portuguesas apoiam a construção do Campo de Aviação da Achada, na Terceira, com uma pista de 600 metros de extensão por 70 metros de largura, e de onde, a 4 de outubro de 1930, descola o primeiro avião, o biplano monomotor Avro 504 K "Açor", pilotado pelo Capitão Frederico Coelho de Melo.
Neste período, em voo de regresso dos Estados Unidos para a Alemanha, o gigantesco Dornier Do X amarou na Horta, na freguesia da Ribeirinha (21 de maio de 1932).
Entre 1930 e 1933, a companhia de aviação norte-americana Pan American World Airways (PanAm) realizou testes na baía da Horta para a implantação de uma base de apoio para a operação de uma rota comercial transatlântica. Nesse contexto, Charles Lindbergh acompanhado pela sua esposa, Anne Morrow, ao serviço da PanAm, amarou no local a 21 de novembro de 1933, com um monoplano Lockheed 8 Sirius. Na base que aí foi implantada, de 1937 a 1944, foram atendidos os Boeing 314 Clipper ("Flying Boat") que faziam a rota Nova Iorque - Marselha e Nova Iorque - Londres, ambas com escala em Lisboa. Nesse período entre a década de 1930 e a década de 1940, diversas companhias aéreas passaram a utilizar as águas das ilhas, nomeadamente o canal entre as ilhas do Pico e do Faial, como ponto de apoio para as suas rotas entre a Europa e a América do Norte.
Em abril de 1931, no contexto da Revolta das Ilhas, a baía da Horta foi a base de três pequenos hidroaviões da Marinha Portuguesa, que se deslocaram à Terceira com a missão de sobrevoar Angra do Heroísmo e o Monte Brasil, lançando panfletos convidando os militares sublevados a renderem-se.
Em 1933, sob o comando do Marechal Italo Balbo, realizou-se um raid destinado a mostrar o vigor da Força Aérea Italiana aquando da Exposição Mundial de Chicago, nos EUA. A esquadrilha era composta por 24 hidroaviões Savoia-Marchetti S.55 X, que descolaram de Orbetello. Na rota de regresso à Itália, fizeram escala nos Açores para repouso e reabastecimento, tendo 9 amarado na baía da Horta, seguindo os restantes para Ponta Delgada. Em ambos os portos se encontravam navios italianos de apoio à esquadrilha, e nas duas cidades organizaram-se recepções oficiais de boas-vindas. No final da escala em Ponta Delgada, na altura da descolagem, o I-RANI embateu numa pequena onda e capotou, resultando na morte do piloto, o tenente Enrico Squaglio.
Anos mais tarde, a 19 de maio de 1938, amarou nas águas do porto de Ponta Delgada uma esquadrilha francesa de quatro trimotores de reconhecimento aéreo Bréguet 521 Bizerte, pertencentes à 1ª Esquadra Ligeira do Atlântico. De Ponta Delgada uma aeronave partiu rumo à Horta e outra rumo a Angra do Heroísmo.

## A Segunda Guerra Mundial

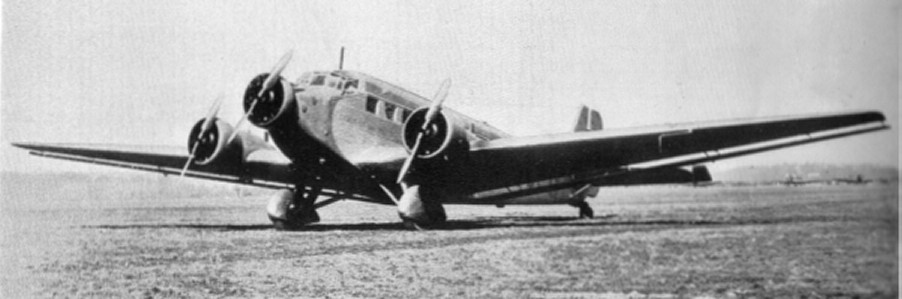
Junkers Ju 52.

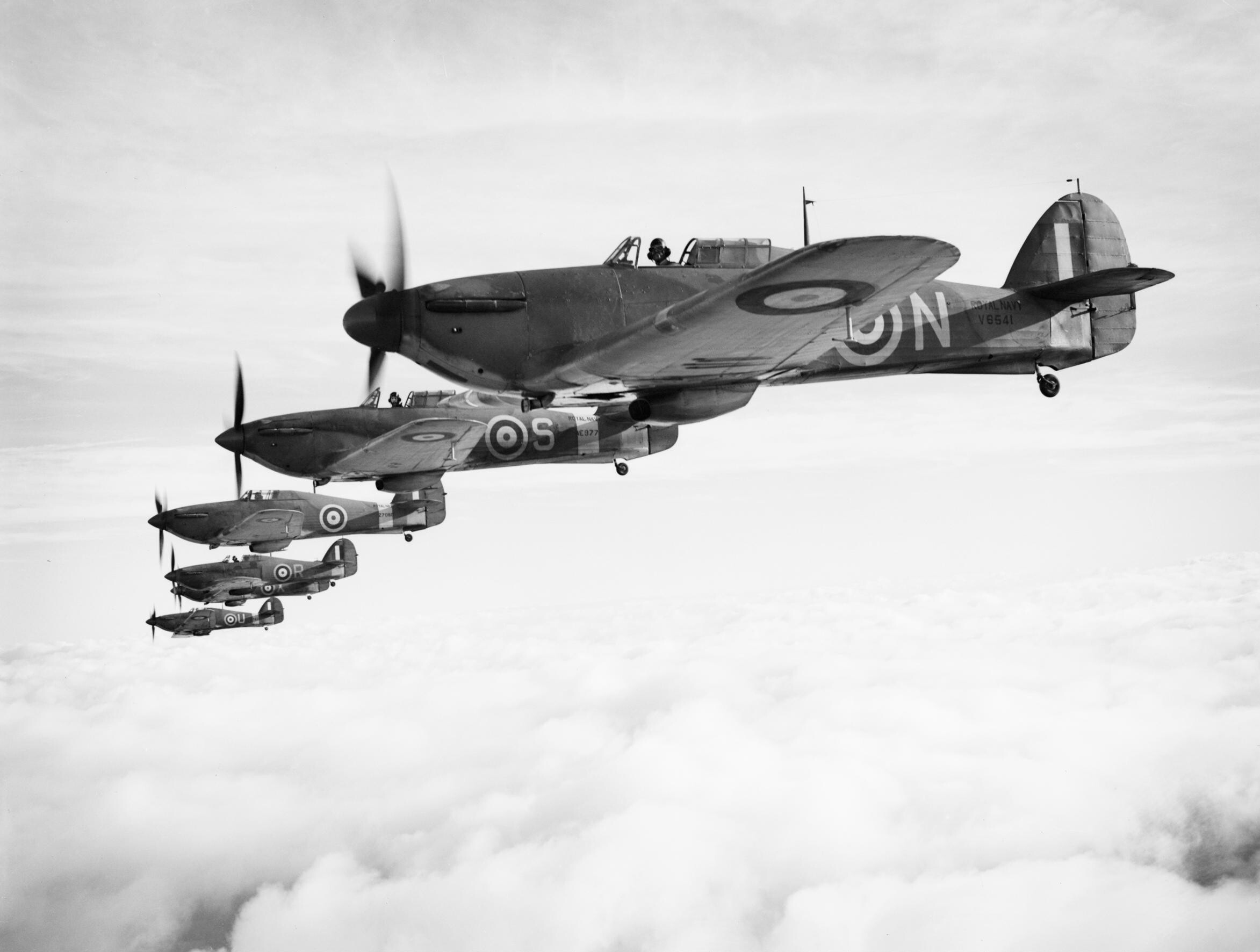
Caças Hawker Sea Hurricane em formação (1941).

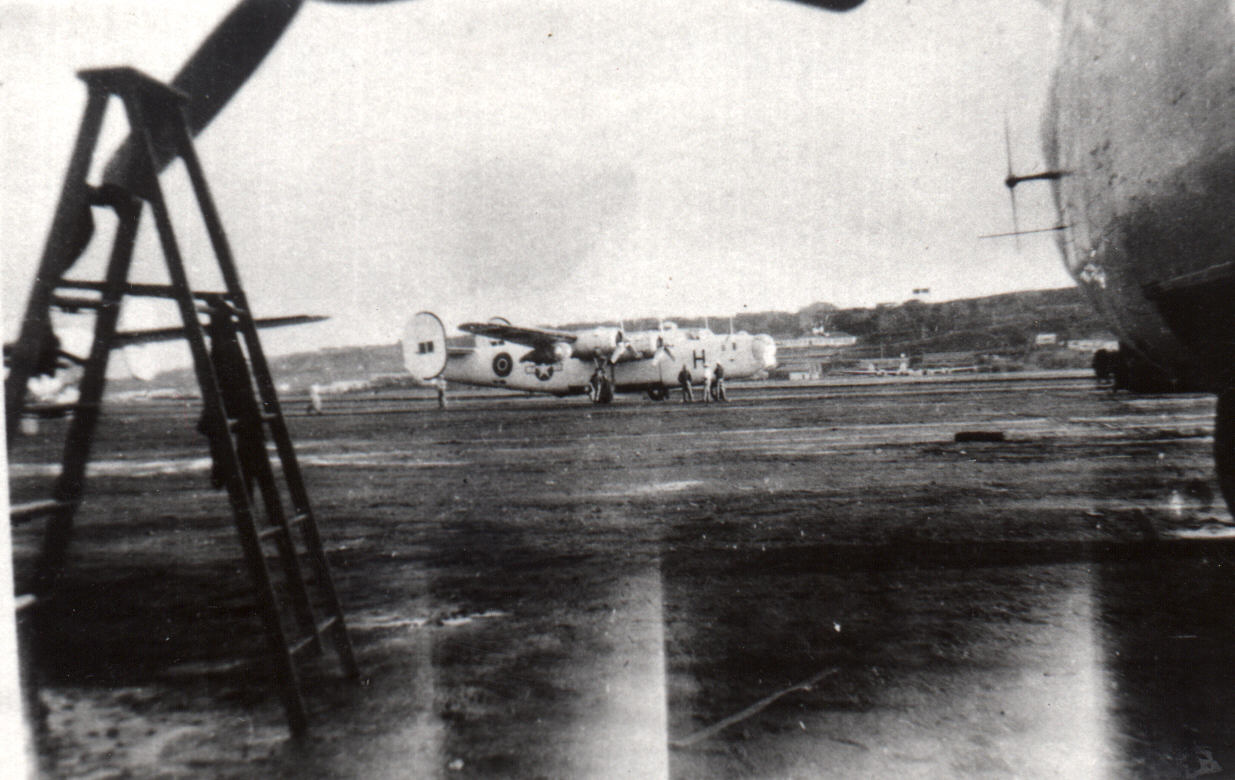
Consolidated PB4Y-1 Liberator do esquadrão de bombardeiros de patrulha VPB-114, exibindo as insígnias dos EUA e da Grã-Bretanha, na Base das Lajes (1944-45).

Com a eclosão da Segunda Guerra Mundial, a Marinha Portuguesa instalou um Centro Aero-Naval em Ponta Delgada. Ao mesmo tempo, no norte da ilha, foi implantado o Aérodromo Militar de Santana, o primeiro aeroporto na ilha de São Miguel, no lugar de Santana, em Rabo de Peixe, no Concelho da Ribeira Grande. Operou como aeroporto militar, de 1939 a 1945, quando constituiu a Base Aérea nº 4.
Na Primavera de 1941, quando era iminente um avanço das tropas alemãs sobre a Península Ibérica, Oliveira Salazar ponderou a retirada do governo português para os Açores, com o apoio da Grã-Bretanha. Foi nesse contexto que se constituiu o grupo de trabalho luso-britânico com a incumbência de estudar e projetar a construção de bases aéreas no arquipélago. O primeiro-ministro britânico, Wiston Churchill desejava a instalação destas bases — essenciais para o controlo das rotas Central e Meridional no oceano Atlântico, essenciais às operações de abastecimento às forças aliadas em operação no Norte de África e no mar Mediterrâneo —, antes que a Alemanha Nazi o fizesse ("Operação Félix"/"Projekt Amerika"). As bases fechariam este sector do Atlântico, denominado estrategicamente de "Azores gap", permitindo que o Atlântico Norte ficasse abrangido pela proteção aérea.
Ao mesmo tempo, partiu de Lisboa no vapor "Mirandela" (4 de junho de 1941) uma carga de 30 biplanos Gloster SS.37 (Gloster Gladiator), 5 monoplanos de transporte Junkers Ju 52, material de apoio e pessoal em direção aos Açores. Em São Miguel, a 7 de junho foram desembarcados 15 Gloster e os 5 JU 52, constituindo-se a Esquadrilha de Caça Expedionária nº 1 na BA-4, sob o comando do capitão piloto aviador Rodrigues Costa; as demais aeronaves seguiram para a Terceira, onde constituíram a Esquadrilha de Caça Expedionária nº 2 da Aeronáutica Militar (BA-5), sob o comando do tenente piloto aviador Manuel Pinto Machado de Barros. Ainda nesse ano, a Grã-Bretanha enviou para São Miguel 12 caças Curtiss P-36 Hawk, que passaram a constituir a Esquadrilha de Caça Expedicionária nº 3. A Ordem Geral de Operações das Forças Expedicionárias para a ilha de São Miguel previa:
"I - Situação
A hipótese mais desfavorável será a de um ataque em força contra o porto de Ponta Delgada, conjugado com uma ação aérea e terrestre contra o campo de aviação e com tentativas de desembarque em outros pontos da ilha. (...)
II - Missão
A missão das forças expedicionárias em S. Miguel é defender a ilha, pelo menos por um período de tempo suficiente para ser socorrida do exterior (...)."
O efetivo deslocado para o arquipélago atingiu os 32 500 homens e as bases aéreas eram apoiadas por elementos de Infantaria e de Artilharia. Com a mesma finalidade de apoio, ainda em 1941 foram estabelecidos três postos de rádio do Exército: um no Comando Militar dos Açores (CMA), um no aeródromo de Santana e um no das Lajes, sendo estudada a instalação de um quarto, na Horta. A missão da Aeronáutica Militar nos Açores assentava nos reconhecimentos à distância, com a finalidade de informar acerca da presença e dos movimentos de forças navais ou aéreas, da sua nacionalidade, natureza e direção, bem como da atuação contra aviões que sobrevoassem as ilhas ou as suas águas territoriais e que não respeitassem os sinais de identificação. Para esse fim, era necessário que, nos aeródromos, uma patrulha de aeronaves estivesse permanentemente em prontidão para levantar voo, seguindo-se, no estado de alerta, a mobilização de toda a aviação e pessoal em terra, de forma a descolar de imediato com todo o material disponível. Em situação de alarme, as aeronaves deveriam estar em condições de assegurar as comunicações entre o CMA e os comandos militares subordinados, bem como de executar as seguintes tarefas por ordem de prioridade:
1. ataque à aviação inimiga que exercesse qualquer ação hostil contra as ilhas abatendo, em ordem de combate, aviões de transporte de tropas, caças, aparelhos de bombardeamento e, por fim, aviões de reconhecimento;
2. ataque a navios inimigos com prioridade para os de transporte de tropas;
3. ataque a forças de desembarque por via marítima em cooperação com as forças terrestres nas ilhas guarnecidas;
4. ataque a objetivos terrestres nas ilhas não guarnecidas que eventualmente viessem a ser ocupados por forças inimigas e,
5. proteção de transportes de tropas portuguesas e seu desembarque, na eventualidade de terem que mudar de ilha, bem como a proteção dos navios da Marinha de Guerra nacional em missões de reconhecimento e combate.[13]

Em termos estratégicos, no caso específico da ilha de São Miguel, após o porto de Ponta Delgada, a infraestrutura mais importante a ser defendida era o aeródromo militar de Santana. Seria a partir desta base que, em caso de um ataque à ilha (considerado iminente entre os finais de 1940 e 1943), deveria ser ativado um dos vários sistemas de alerta à população em geral: o voo de um caça. Sobrevoando toda a ilha, este deveria dar, com uma determinada sequência, um ciclo de tiros de metralhadora de modo a avisar toda a população: militares aos seus postos, civis às respectivas áreas de segurança. A defesa do aeródromo foi inicialmente constituída pela 5ª Bateria, equipada com peças Vickers-Armstrong de 94 mm, unidade reinstalada em 1942 em Belém, nos arredores de Ponta Delgada. Foi então melhorada com a instalação de defesa antiaérea composta por canhões Bofors 40 mm, e reforçada, a partir de 1943, por peças de artilharia de 75 mm apoiadas por metralhadoras pesadas de 79 mm e super pesadas de 127 mm.
O ataque a Pearl Harbor, no oceano Pacífico, por parte de forças do Japão (dezembro de 1941), levou a rever as diretrizes portuguesas em estudo com os britânicos, paralisando temporariamente as atividades do grupo de trabalho. Em 1942, Humberto Delgado foi nomeado representante do Ar para as negociações com a Grã-Bretanha para a cedência de bases nos Açores. Por sua eficiência nessa comissão, o governo britânico, mais tarde, veio a condecorá-lo com a Ordem do Império Britânico, salientando que Delgado arriscara a sua carreira e o seu futuro pela causa dos Aliados e da liberdade.
Com a criação do Comando da Aeronáutica e da Defesa Terrestre Contra Aeronaves dos Açores (1942), separaram-se as áreas técnica (instrução e manutenção), a cargo do Comando Geral de Aeronáutica, por intermédio do Comando de Aeronáutica dos Açores, e operacional, a cargo do Comando Militar dos Açores. Em fevereiro do mesmo ano, a esquadrilha estacionada em Santana foi reforçada com uma patrulha de bombardeiros trimotores Junkers Ju 52, e, no ano seguinte (1943) registaria a baixa do 2º Sargento Manuel Cardoso, piloto expedicionário da Aeronáutica Militar, que após ter levantado voo na tarde de 13 de maio, não mais regressou. Acionados os mecanismos de busca por intermédio da aviação de terra e naval, foi encontrado às 14 horas do dia 18 seguinte, morto nas ferragens da aeronave, que, por causas desconhecidas, colidiu com o pico da Vara.
De 15 a 18 de maio de 1943 teve lugar a Conferência Trident, na qual foi aprovada a estratégia dos Aliados para os Açores. Nesse mesmo ano, de 11 a 30 de agosto, teve lugar a 1ª Conferência de Quebec, na qual o presidente norte-americano Franklin Delano Roosevelt e o primeiro-ministro britânico Wiston Churchill concordaram em que a Grã-Bretanha entraria nos Açores com a autorização de Portugal, seguida dos Estados Unidos, duas semanas mais tarde..
Nesse contexto, a 18 de agosto de 1943, Portugal assina um acordo que concede à Grã-Bretanha facilidades na Base Aérea nº 4 (Campo da Achada) e na das Lajes, visando utilizá-las como bases para a luta anti-submarina no Atlântico Norte, recebendo em troca a cessão de seis esquadrilhas de caças Hawker Hurricane. Desse modo, a 10 de setembro uma força combinada britânica, sob o comando do marechal-do-ar G. R. Bromet, parte de Liverpool rumo à ilha Terceira.. Aqui, em relação ao Campo da Achada, essa pista tinha a sua operação prejudicada pelo nevoeiro que a encobre durante parte do ano, e a solução encontrada foi deslocar as operações para a planície das Lajes, construindo-se uma nova pista. Em 8 de outubro de 1943 desembarcou no porto de Pipas, em Angra do Heroísmo, um contingente de três mil militares ingleses, rumando para as Lajes, onde iniciaram imediatamente os trabalhos de terraplenagem da pista de aviação, no lugar de Terra Chã. Antes do fim desse ano, o Grupo de Esquadrilhas nº 247 da Royal Air Force Coastal Command, afundou o primeiro submarino alemão na região.
Ainda no final desse ano, a 18 de dezembro, foi assinado o acordo provisório que permitiu aos Estados Unidos utilizar a base aérea das Lajes.. Por ele, no início de 1944 desembarcava, em Angra e em Praia da Vitória, um efetivo de 1400 homens transportando 1700 toneladas de equipamento para nova ampliação e reforço da pista das Lajes. As unidades eram:
- 19 de janeiro - o 96º Batalhão de Construção da US Navy ("Seabees"); e
- 17 de janeiro - o 928º Regimento de Engenharia da USAF.

Mais tarde, ainda em 1944, a 28 de novembro, foi assinado o acordo para a construção, pelos Estados Unidos, de um aeródromo na ilha de Santa Maria. Este foi feito sob a orientação da PanAm, uma vez que o Estado Português, sem querer despertar a ira da Alemanha Nazi, apenas acatou o projeto a pretexto de tratar-se de uma instalação civil. As obras iniciaram-se ainda em 1944, juntamente com as de um hospital de campanha, para prover assistência aos feridos da frente europeia em trânsito para os Estados Unidos.

## O pós-Segunda Guerra e a constituição da SATA

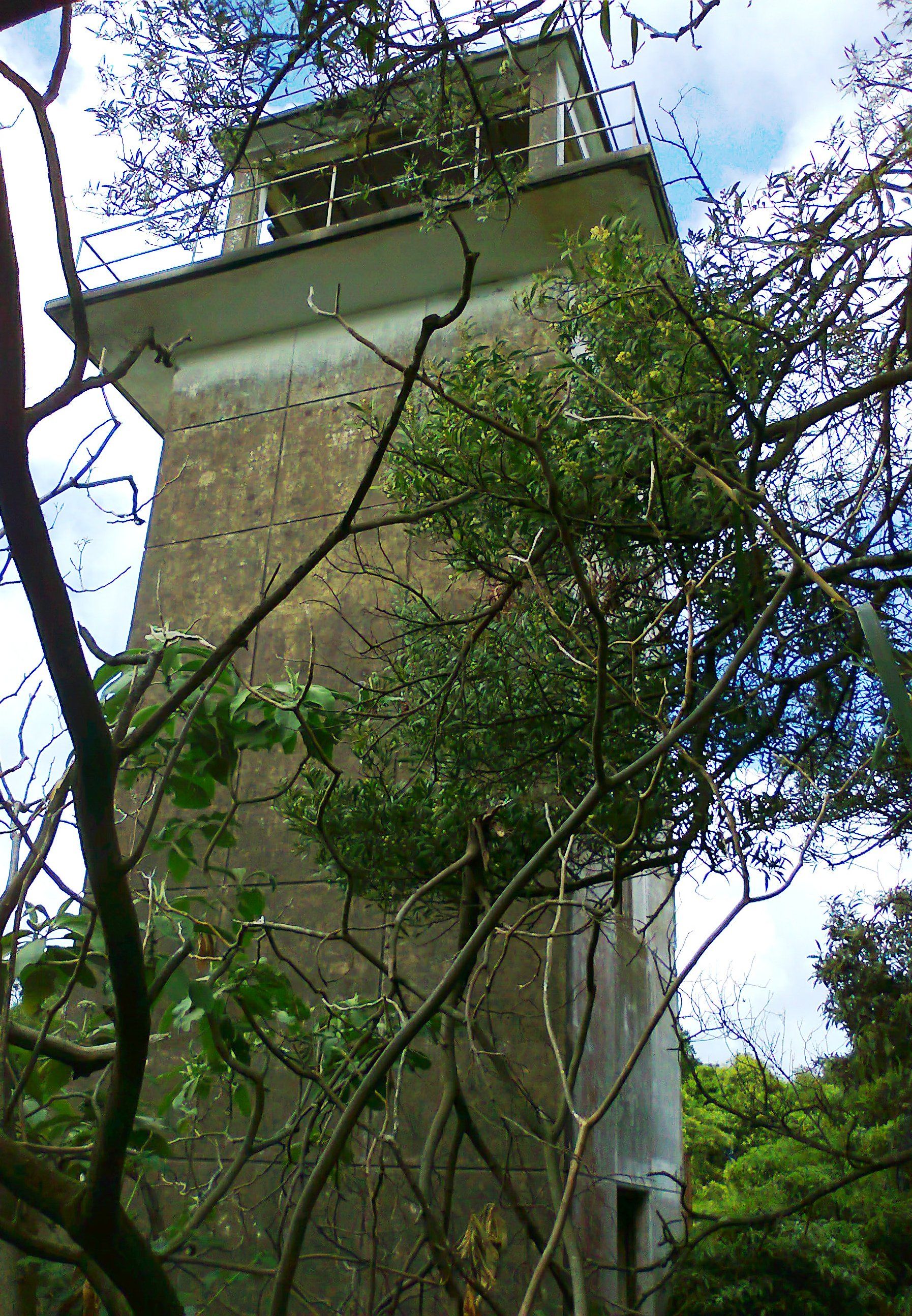
Aeroporto de Santana, ilha de São Miguel: torre de controlo (2012).

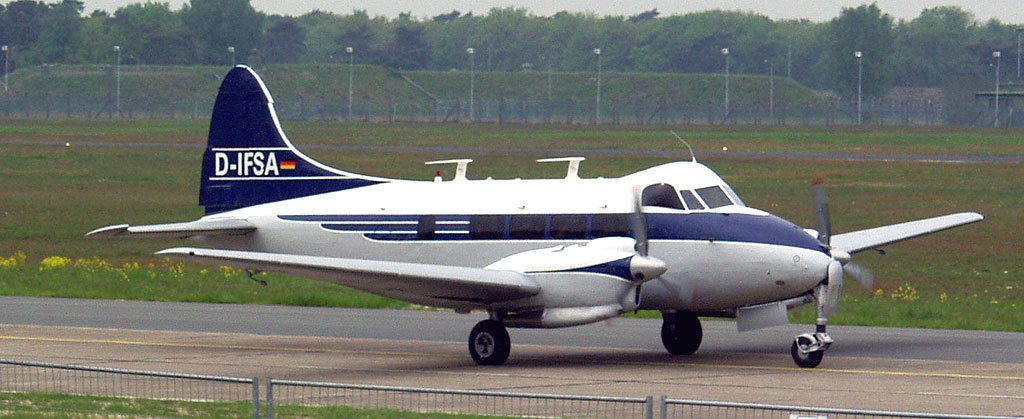
DH-104 Dove.

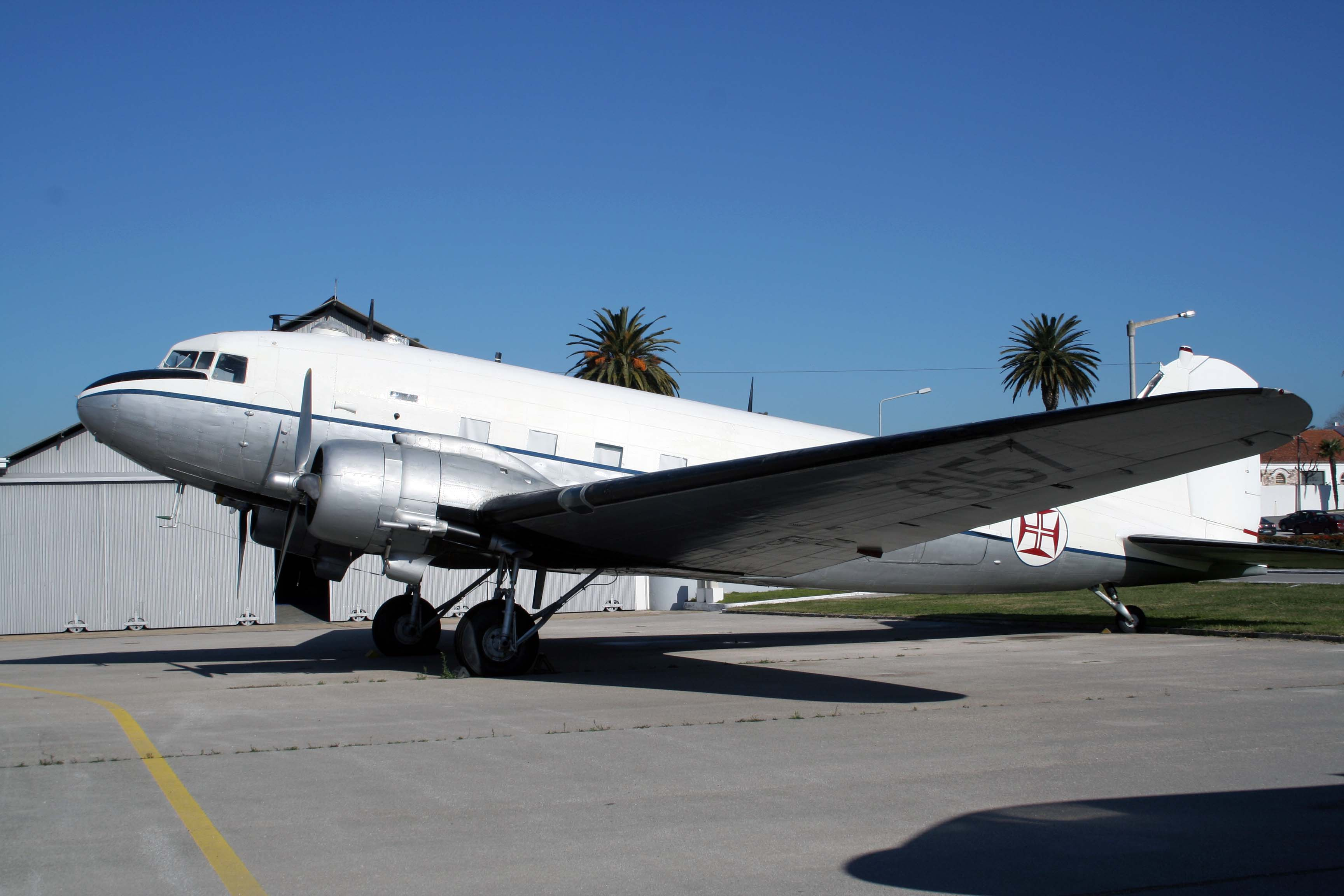
Douglas DC-3.

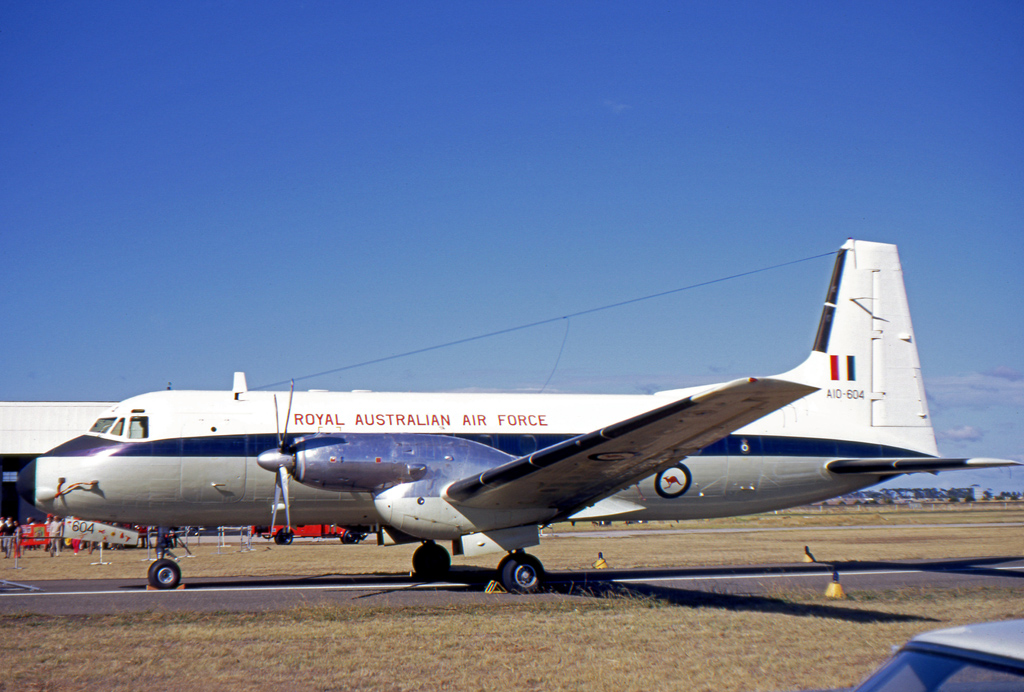
Hawker Siddely 748 aeronave utilizada pela SATA no transporte inter-ilhas nas décadas de 1970 e 1980.

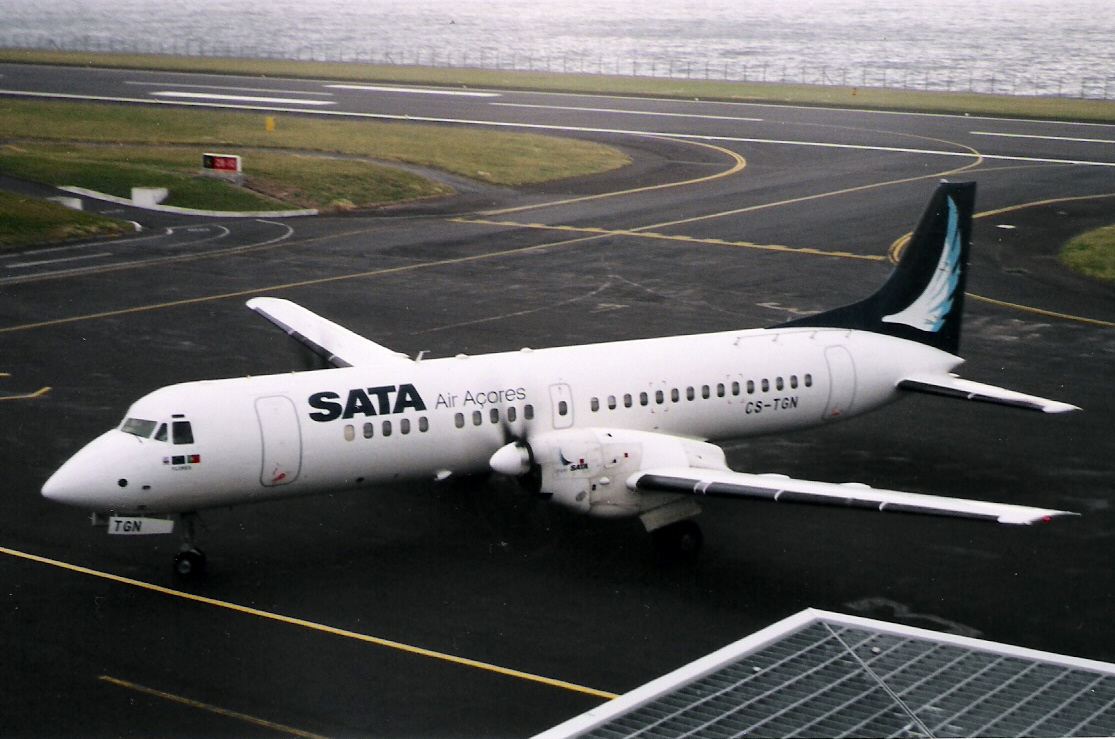
ATP da SATA

Os acordos estabelecidos durante o conflito pelo Governo português com o da Grã-Bretanha e o dos Estados Unidos, e que permitiam a estes a utilização das instalações dos aeródromos das Lajes e de Santa Maria cessaram em 2 de junho de 1946, passando ambos a serem administrados por Portugal. Também neste momento o aeródromo de Santana foi convertido em aeroporto civil, com três pistas de relva — uma com 1500 metros de extensão, outra com 1200 metros e a última com 1100 metros, todas com 100 metros de largura —, fazendo ligação com o Aeroporto Internacional de Santa Maria e com o Aeroporto das Lajes, na Terceira. Foi desativado com a inauguração do Aeroporto de Nordela em Ponta Delgada, tendo operado até 10 de agosto de 1969.,
Em Santa Maria, o aeródromo foi entregue ao Estado Português, e, após receber melhoramentos nas pistas, área de estacionamento e instalações do terminal, o Aeroporto Internacional de Santa Maria foi inaugurado a 28 de novembro de 1946.
Nesse período destacou-se ainda, entre 1954 e 1962, a operação de helicópteros Sikorsky UH-19A da Força Aérea Portuguesa, em operações de busca e salvamento no arquipélago.

### A SATA
Desde a década de 1940 a companhia Transportes Aéreos Portugueses operava voos regulares para os Açores. Entretanto, a operação regular civil dos aeroportos construídos no arquipélago durante a Segunda Guerra — na Terceira, em São Miguel e em Santa Maria —, iniciou-se a partir da entrada em operação da Sociedade Açoriana de Transportes Aéreos (SATA).
Ainda à época da Segunda Guerra, um grupo de cinco açorianos notáveis (entre os quais Augusto Rebelo Arruda) fundou a Sociedade Açoriana de Estudos Aéreos, Limitada (21 de agosto de 1941) , com o objetivo de obter a autorização do Estado português para a exploração das ligações aéreas entre as ilhas do arquipélago e entre estas e Lisboa.
Seis anos mais tarde, alcançado o objetivo proposto, a razão social da empresa foi alterada para Sociedade Açoriana de Transportes Aéreos, Limitada. Nesse mesmo ano (1947), a 15 de junho, a empresa inaugurou os voos com o Beechcraft UC-45B Expeditor prefixo CS-TAA, batizado como "Açor", sob o comando de Marciano Veiga. A aeronave transportava 2 tripulantes e 7 passageiros, e fazia as ligações entre as ilhas de São Miguel (pela pista de Santana até 1969, e de Nordela a partir de então), de Santa Maria e da Terceira.
No dia 5 de agosto de 1948, pelas dez horas do dia 5, o "Açor" registou dificuldades após a descolagem de São Miguel com destino a Santa Maria, vindo a despenhar-se no mar. Os dois tripulantes e os quatro passageiros pereceram, e a carga foi perdida no trágico acidente. A empresa foi assim forçada a suspender as suas operações, que retomou com a chegada de duas aeronaves De Havilland DH-104 Dove (23 de maio de 1949), com capacidade para 9 passageiros e 700 kg de carga cada uma, que iniciaram operações a 1 de agosto do mesmo ano.

## Da década de 1960 aos nossos dias
Em 21 de agosto de 1963, a frota da SATA foi aumentada pela aquisição de uma aeronave Douglas DC-3, com capacidade para 26 passageiros.
No final da década de 1960 foram construídos novos aeroportos no arquipélago. Desse modo, foram inaugurados e abertos ao tráfego aéreo civil:
- 1969 (agosto) — o Aeroporto de Nordela (hoje Aeroporto João Paulo II), próximo a Ponta Delgada, na ilha de São Miguel;
- 1971 (24 de agosto) — o Aeroporto da Horta; e
- 1972 — o Aeroporto das Flores.

Desde a sua inauguração o Aeroporto de Nordela passou a servir como Base Operacional da SATA e, dois anos depois, em 1971, a TAP Portugal passou a realizar voos regulares entre Lisboa e Ponta Delgada. Em 1972, a SATA adquire as aeronaves Avro HS 748 (com capacidade para 48 passageiros), que operava desde 1969. Após a Revolução dos Cravos (1974), em 1976, a Força Aérea Portuguesa cedeu à SATA duas aeronaves Douglas DC-6, tendo ainda sido proposta a regionalização da empresa à Assembleia da República.
Entretanto, a regionalização só seria alcançada a 17 de outubro de 1980, quando foi adquirida ao Grupo Bensaúde, passando 50% das acções pertencer ao Governo Regional dos Açores, e o restante à TAP Air Portugal. Passou assim a constituir-se como empresa pública sob tutela do Governo Regional, sob a razão social de Serviço Açoriano de Transportes Aéreos, Empresa Pública, mas mantendo a sigla  SATA. Nesse mesmo ano, a empresa aderiu à Associação Europeia de Companhias Aéreas Regionais (ERA) e à Associação Internacional de Transportes Aéreos (IATA).
Pela Resolução nº 36/80 do Governo Regional dos Açores, que definiu a Política Aérea da região autonómica, optou-se pela utilização da Base Aérea das Lajes como porta de entrada e saída dos voos intercontinentais regulares do arquipélago.
Paralelamente, no início da década de 1980, foram construídos e inaugurados pelo Governo Regional aeroportos nas demais ilhas do arquipélago, que passavam a ser servidos pela SATA:
- o Aeródromo da Graciosa;
- o Aeroporto do Pico;
- o Aeródromo de São Jorge;
- o Aeródromo do Corvo.

Por sugestão de Mota Amaral, então Presidente do Governo Regional dos Açores, em 1986 a empresa aérea regional passou a designar-se SATA Air Açores. Desde o ano anterior (1985) a Azores Express, empresa do Grupo SATA, efetuava voos "charter" entre o arquipélago e os Estados Unidos. Outra empresa do grupo, a SATA Express, passou a efetuar voos charter entre os Açores e o Canadá.
O final da década foi marcado pela mudança na programação visual e na comunicação social da empresa regional: em 1988, a SATA alterou as suas cores e passou a editar a revista de bordo bilíngue Paralelo 38, atualmente Espírito Açoriano/Azorean Spirit. Além disso, entre 1989 e 1990, os Avro foram substituídos pelos ATP da British Aerospace. A primeira dessas aeronaves, batizada como "Santa Maria", entrou ao serviço em 1989; a segunda, como "Flores", em 1990; e a terceira, como "Graciosa", em 1991. Ainda em 1991, iniciaram-se as ligações civis para a ilha do Corvo, com um Dornier 228-212 da SATA a substituir um CASA C-212 Aviocar da Força Aérea Portuguesa (FAP).
No plano internacional, no contexto da Guerra das Falklands (1982), a Grã-Bretanha voltou a utilizar os Açores como base, com o acordo de Portugal.
Em 1999, a SATA iniciou a operação entre os Açores e o continente.
O início do século XXI foi marcado pela acesa discussão acerca da utilização dos aeroportos açorianos pelos Estados Unidos, no contexto da Guerra ao Terror, como escala técnica para voos de transporte de prisioneiros políticos. Entre 2002 e 2004, ter-se-ão registado 34 dessas escalas.